# Боргиня (заказник)
Борги́ня — лісовий заказник місцевого значення в Україні. Розташований у межах Путильського району Чернівецької області, на захід від села Плоска. 
Площа 470 га. Статус надано згідно з рішенням облвиконкому від 17.10.1984 року № 216. Перебуває у віданні ДП «Путильський лісгосп» (Плосківське л-во, кв. 1-4). 
Заказник розташований у північно-східній частині масиву Яловичорських гір (Українські Карпати). Охороняється ділянка рештків буково-ялицевих та ялицевих насаджень віком бл. 110 років пралісового характеру, що має для лісового господарства важливе еталонне значення. 